# Parastrangalis vicinula
Parastrangalis vicinula är en skalbaggsart som beskrevs av Holzschuh 2008. Parastrangalis vicinula ingår i släktet Parastrangalis och familjen långhorningar.
Artens utbredningsområde är Laos. Inga underarter finns listade i Catalogue of Life.